# Roger E. Olson
Roger E. Olson, né en 1952, est un théologien chrétien baptiste américain et professeur de théologie à l'Université Baylor.

## Biographie
Olson est né à Des Moines dans l'Iowa le 2 février 1952.

### Formation
Il a étudié la théologie à l'Open Bible College de Des Moines et a obtenu un Bachelor of Arts en 1974, puis il a étudié les religions au North American Baptist Seminary et a obtenu un master en 1978. Il a également obtenu un doctorat en études religieuses en 1984 à l'Université Rice, sous la direction de Nields Nielsen.
Il a été influencé par : Donald G. Bloesch,, Robert Jenson, Jürgen Moltmann, Bernard Ramm et Jack Rogers.
Il a été ordonné ministre du culte par les Open Bible Churches en 1975, les Églises baptistes américaines USA en 1983, puis la North American Baptist Conference en 1988 .

### Carrière
En 1999, il est devenu titulaire de la chaire professorale Foy Valentine de théologie chrétienne et d’éthique du George W. Truett Theological Seminary, à l'Université Baylor, Waco, Texas. Il prit sa retraire fin 2021.

## Contributions théologiques

### Défense de l'arminianisme
Olson se définit comme un arminien classique et est connu pour sa prise de position en faveur de l'arminianisme,. Il a écrit plusieurs livres dont Arminian Theology: Myths and Realities (2006) [La théologie arminienne : Mythes et réalités] dans lequel il a défini et défendu sa vision de l'arminianisme. Olson définit l'arminianisme par un mode de providence de Dieu qui est « limité » ainsi que par son mode d'élection qui une « prédestination par prescience ».
Selon lui, l'adhésion à l'arminianisme classique est fondamentalement définie par le fait d'être protestant au sens classique, d'affirmer la dépravation totale, l'élection conditionnelle, l'expiation illimitée, la grâce prévenante et que Dieu n'est en aucune manière, et par aucun biais l'auteur du péché et du mal mais que ceux-ci ne sont que permis par sa volonté résultante,. La définition d’Olson, sans prise de position sur la préservation conditionnelle des croyants est proche de la position des remontrants avant 1618.
Pour Olson, « l'arminianisme classique », tel que défini, est centré sur la grâce de Dieu, et sa souveraineté,, et est intrinsèquement une théologie évangélique. Olson parle aussi d'une « synergie évangélique » pour désigner « l'arminianisme classique » : « Synergie », comme se référant à la coopération entre Dieu et ses créatures et « évangélique », comme se distinguant des synergies catholiques ou orthodoxes,.
Olson avance que le premier principe de l'arminianisme est « Jésus-Christ comme révélation complète et parfaite du caractère de Dieu ». Ce principe a une signification particulière dans le débat calviniste-arminien, où le caractère de Dieu (et surtout son amour) tel que révélé par Jésus-Christ est pour Olson, mieux représenté par la conception arminienne,. Par conséquent, Olson dit que les arminiens croient au libre arbitre uniquement pour ne pas faire de Dieu l'auteur du péché et du mal, et parce que c'est une réalité qui doit nécessairement être vécue pour assumer une responsabilité,.

### Histoire et analyse de la théologie
Olson a également écrit une étude populaire et largement saluée sur la théologie chrétienne intitulée The Story of Christian Theology (1999).
Il se distingue par une vision large de ce qui constitue « l'orthodoxie » protestante. Par exemple, au sujet de l'annihilationisme, il a déclaré que certains théologiens évangéliques avaient « ressuscité les anciennes étiquettes polémiques d'hérésie et d'enseignement aberrant » afin de marginaliser d'autres évangéliques défendant l'opinion dans The mosaic of Christian belief (2002).
Olson est l'un des écrivains qui voit deux « coalitions tacites » se développer dans la théologie évangélique, qu'il a désigné comment étant les « traditionalistes » et les « réformistes ».
Olson a inventé l'expression « Principe de Pannenberg » relatif à l'argument de Wolfhart Pannenberg (1969) selon lequel la divinité de Dieu est sa règle : « La divinité de Dieu et le règne de Dieu dans le monde sont inséparables ».
Il a été éditeur et co-auteur du Handbook of Denominations in the United States, 14th edition, (2018).

## Vie personnelle
Il est marié et a deux filles. Il est membre de l'église Calvary Baptist Church à Waco.

## Publications

### Livres
- (en) Roger E. Olson, Trinity and eschatology : the historical being of God in the theology of Wolfhart Pannenberg [Ph. D], Houston, TX, Rice University, 1984
- (en) Stanley J. Grenz et Roger E. Olson, 20th-Century Theology : God and the World in a Transitional Age, Downers Grove, IL, InterVarsity Press, 1992
- (en) Stanley J. Grenz et Roger E. Olson, Who Needs Theology? : An Invitation to the Study of God's Word, Downers Grove, IL, InterVarsity Press, 1996
- (en) Roger E. Olson, The Story of Christian Theology : Twenty Centuries of Tradition & Reform, Downers Grove, IL, InterVarsity Press, 1999 (lire en ligne )
- (en) Roger E. Olson, The Mosaic of Christian Beliefs : Twenty Centuries of Unity & Diversity, Downers Grove, IL, InterVarsity Press, 2002
- (en) Roger E. Olson et Christopher A. Hall, The Trinity, Grand Rapids, MI, William B. Eerdmans Publishing Company, 2002
- (en) Roger E. Olson, The Westminster handbook to evangelical theology, Louisville, KY, Westminster John Knox Press, 2004
- (en) Roger E. Olson et Adam C. English, Pocket History of Theology, Downers Grove, IL, InterVarsity Press, 2005
- (en) Roger E. Olson, The SCM Press A-Z of evangelical theology, Londres, SCM, 2005
- (en) Roger E. Olson, Arminian Theology : Myths And Realities, Downers Grove, IL, IVP Academic, 2006
- (en) Roger E. Olson, Pocket history of evangelical theology, Downers Grove, IL, InterVarsity Press, 2007
- (en) Roger E. Olson, Reformed and always reforming : the postconservative approach to evangelical theology, Grand Rapids, MI, Baker Academic, 2007
- (en) Roger E. Olson, Questions to all your answers : a journey from folk religion to examined faith, Grand Rapids, MI, Zondervan, 2007
- (en) Roger E. Olson, How to Be Evangelical without Being Conservative, Grand Rapids, MI, Zondervan, 2008
- (en) Roger E. Olson, Finding God in The shack : seeking truth in a story of evil and redemption, Downers Grove, IL, IVP Books, 2009
- (en) Roger E. Olson, God in Dispute : "Conversations" among Great Christian Thinkers, Grand Rapids, MI, Baker Academic, 2009
- (en) Roger E. Olson, Against Calvinism, Grand Rapids, MI, Zondervan, 2011a
- (en) Roger E. Olson, The Journey of Modern Theology : From Reconstruction to Deconstruction, Downers Grove, IL, IVP Academic, 2013
- (en) Roger E. Olson, Arminianism FAQ : Everything You Always Wanted to Know, Franklin, TE, Seedbed Publishing, 2014a (lire en ligne)
- (en) Roger E. Olson et Christian T. Collins Winn, Reclaiming pietism : retrieving an evangelical tradition, Grand Rapids, MI, William B. Eerdmans Publishing Company, 2015
- (en) Roger E. Olson, Counterfeit Christianity : the persistence of errors in the church, Nashville, TN, Abingdon Press, 2015
- (en) Roger E. Olson, The Essence of Christian Thought : Seeing Reality Through the Biblical Story, Grand Rapids, MI, Zondervan, 2017
- (en) Roger E. Olson et Franck S. Mead, Handbook of denominations in the United States, Nashville, TN, Abingdon Press, 2018b, 14e éd.

### Articles
- (en) Roger E. Olson, « The Creative Suffering of God. By Paul S. Fiddes. Oxford, Clarendon Press, 1988. Pp. 281. £29.50 », Scottish Journal of Theology, vol. 43, no 1,‎ 1990, p. 114-115
- (en) Roger E. Olson, « Metaphysics and the Idea of God . Wolfhart Pannenberg , Philip Clayton », The Journal of Religion, vol. 72, no 2,‎ 1992, p. 285-286
- (en) Roger E. Olson, « Whales and Elephants Both God's Creatures but can They Meet?: Evangelicals and Liberals in Dialogue », Pro Ecclesia: A Journal of Catholic and Evangelical Theology, vol. 72, no 2,‎ 1995, p. 165-189
- (en) Roger E. Olson et Gabriel Fackre, « FEATURES - Evangelical essentials? Reservations and reminders - Summing up the gospel », Christian Century Co., Chicago, vol. 116, no 23,‎ 1999, p. 816
- (en) Roger E. Olson, « The Barthian Revolt in Modern Theology: Theology Without Weapons. By Gary Dorrien. Louisville, KY: Westminster John Knox Press, 1999. Pp. 239. $29.95. », Scottish Journal of Theology, vol. 54, no 2,‎ 2001, p. 260-263
- (en) Roger E. Olson, « BOOK NOTES - The Story of Christian Theology: Twenty Centuries of Tradition and Reform », [s.n., 1944-, Princeton, N.J, vol. 58, no 2,‎ 2001, p. 276
- (en) Roger E. Olson et Daniel Augsburger, « BOOK REVIEWS AND NOTES - The Story of Theology: Twenty Centuries of Tradition and Reform », American Society of Church History, [Chicago, etc.], vol. 71, no 2,‎ 2002, p. 446
- (en) Roger E. Olson, « Tensions in Evangelical Theology », Blackwell Publishing, vol. 42, no 1,‎ 2003, p. 76-85
- (en) Roger E. Olson, « The Tradition Temptation », sur Christianity Today, 2003 (consulté le 27 août 2019)
- (en) Roger E. Olson, « Christology: A Global Introduction By Veli-Matti Kärkkäinen Grand Rapids, Baker Academic, 2003. 300 pp. $21.99 », Theology today, [Princeton, N.J], vol. 60, no 4,‎ 2004, p. 580-581
- (en) Roger E. Olson, « Alan P. F. Sell, Confessing and Commending the Faith: Historic Witness and Apologetic Method (Cardiff: University of Wales Press, 2002), pp. 550 », Scottish Journal of Theology, vol. 58, no 3,‎ 2005, p. 358
- (en) Roger E. Olson, « PENTECOSTALISM - Pentecostalism's dark side - Suspicions and scandals », Christian Century Co., Chicago, vol. 123, no 5,‎ 2006, p. 276
- (en) Roger E. Olson, « Deification in Contemporary Theology », Theology today, [Princeton, N.J], vol. 64, no 2,‎ 2007, p. 186-200
- (en) Roger E. Olson, « 'Theology' after 'God' - A conversation », Christian Century Co., Chicago, vol. 36, no 25,‎ 2009, p. 32
- (en) Roger E. Olson, « Predestination: The American Career of A Contentious Doctrine - By Peter J. Thuesen », Religious Studies Review, vol. 38, no 2,‎ 2012, p. 81-82
- (en) Roger E. Olson, « Pietism and Pentecostalism: Spiritual Cousins or Competitors? », Pneuma, vol. 34, no 3,‎ 2012, p. 319-344

### Citations
1. 1 2  Olson 2018a, p. 1.
2. ↑  Olson 2011b.
3. ↑  McWilliams 2018, p. 138.
4. ↑  Olson 2019a.
5. ↑  Olson 2017b.
6. ↑  Olson 2014b.
7. ↑  Olson 2014c.
8. ↑  Olson 2019b.
9. 1 2  Olson 2018a, p. 2.
10. ↑  Baylor 2022.
11. ↑  Stanglin et McCall 2021, p. 243.
12. ↑  Olson 2010b, Je [...] me suis toujours identifié comme étant un arminien classique.
13. 1 2  Kirkpatrick 2018, p. 12.
14. ↑  Kirkpatrick 2018, p. 54,65.
15. ↑  Olson 2018c, « Qu'est-ce que l'Arminianisme? A) La croyance que Dieu se limite lui-même en donnant à l'homme le libre arbitre pour s'opposer à sa volonté parfaite de sorte que Dieu ne conçoivent ou n'ordonne le péché ou le mal (ou leurs conséquences telles que la souffrance innocente); B) La croyance que, bien que les pécheurs ne puissent pas obtenir seuls le salut, sans la «grâce prévenante» » (grâce habilitante), Dieu rend le salut possible pour tous par Jésus Christ et offre le salut gratuit à tous au travers de l'Évangile. « A » est appelé « providence limitée », « B » est appelé « prédestination par prescience »..
16. 1 2  Thorsen 2009.
17. ↑  Olson 2014a, [...] toute personne est un arminien s'il : 1) est classiquement protestant, 2) affirme la dépravation totale (dans le sens de l’impuissance à se sauver ou à contribuer de façon méritoire à son salut, de telle sorte que le pécheur dépend totalement de la grâce même en ce qui concerne le premier mouvement de volonté vers Dieu), 3) affirme l'élection conditionnelle et la prédestination basées sur la prescience divine, 4) affirme l'expiation universelle, 5) affirme que la grâce est toujours résistible, et 6) affirme que Dieu n'est en aucune manière, et par aucun biais l'auteur du péché et du mal mais affirme que ceux-ci ne sont que permis par la volonté résultante de Dieu., p. 21.
18. ↑  Nerée 1624, Sentence des remonstrants, art. 5, chap. 3-4, p. 227.
19. ↑  Kirkpatrick 2018, p. 67.
20. ↑  Olson 2017a, « « l'Arminianisme », [...] est simplement un terme que nous utilisons en théologie pour désigner l'opinion défendue par certaines personnes déjà avant Arminius et de nombreuses autres après lui, selon laquelle les pécheurs qui entendent l'évangile ont le libre arbitre pour accepter ou rejeter l’offre de la grâce de Dieu et que personne n'est exclu par Dieu de la possibilité du salut, à l’exception de ceux qui s’excluent librement. 
Mais le véritable arminianisme classique et historique inclut la conviction que ce libre arbitre est lui-même un don de Dieu par la grâce prévenante; ce n'est pas une capacité naturelle que chaque personne possède en lui-même. Tout le monde a le libre arbitre pour faire toutes sortes de choses, mais le libre arbitre de se repentir et de croire au salut est toujours un don de la grâce de Dieu. ».
21. ↑  Kirkpatrick 2018, p. 74.
22. ↑  Olson 2010e.
23. ↑  Olson 2010d.
24. ↑  Olson 2006, p. 18.
25. ↑  Kirkpatrick 2018, p. 75, 142.
26. ↑  Olson 2014a, p. 1.
27. ↑  Olson 2010c.
28. ↑  Olson 2014a, p. 11.
29. ↑  Kirkpatrick 2018, p. 262.
30. ↑  Olson 2013a. « La base de l’arminianisme est l’amour de Dieu. Le conflit fondamental entre le calvinisme et l’arminianisme n’est pas la souveraineté, mais le caractère de Dieu. Si le calvinisme est véridique, Dieu est l’auteur du péché, du mal, de la souffrance innocente et de l’enfer [...] Laissez-moi le répéter : La question la plus fondamentale n’est pas la providence, la prédestination ou la souveraineté de Dieu. La question la plus fondamentale est le caractère de Dieu.»
31. ↑  Olson 2010a, « L'arminianisme classique ne dit PAS que Dieu n'interfère jamais avec le libre arbitre. Il dit que Dieu ne décrète ou ne rend jamais certains le mal. [...] Un arminien PEUT croire en la dictée divine des Ecritures et ne pas violer ses croyances arminiennes. [...] L'arminianisme n'affectionne pas spécialement le libre arbitre comme si cela était central en soi. Les Arminiens classiques se sont mis en quatre (à commencer par Arminius lui-même) pour préciser que nos seules raisons de croire au libre arbitre EN TANT QU'ARMINIENS sont [...] 1) pour éviter de faire de Dieu l'auteur du péché et du mal, et 2) rendre claire la responsabilité humaine dans le péché et le mal. ».
32. ↑  Olson 2018a, Award for best book in theology/ethics for 1999, Christianity Today, April, 2000. “Gold Medallion Award”, Evangelical Christian Publishers Association, June, 2000. Award for “Best Book in Theology/Doctrine” for 2001, Christian Publishers Association of Brazil, April, 2002, p. 22.
33. ↑  Knight 2003, « Dans le même ordre d'idées, Roger E. Olson a souligné que « beaucoup de théologiens évangéliques conservateurs ont ressuscité les anciennes étiquettes polémiques d'hérésie et d'enseignement aberrant pour marginaliser les évangéliques qui oseraient adhérer à une croyance autrefois reléguée aux confins du protestantisme. » Cet étiquetage ne semble pas être une dépense de temps et d’énergie utile. L’annihilation ne frappe pas le cœur de l’Évangile, ni même nie toute croyance chrétienne majeure; c’est simplement une réinterprétation de l’enfer. », p. 473.
34. ↑  Toulouse 2006, « Il existe des degrés variés parmi les traditionalistes quant à leur manière de définir les limites précises de la foi, mais il y a, parmi eux, une confiance dans le fait que la vérité est contenue dans la Bible et la tradition, et que cette vérité est absolue et fiable. D’un autre côté, les évangéliques réformistes préfèrent laisser les frontières ouvertes en mettant l’accent sur le centre des croyances évangéliques plutôt que sur une définition précise des frontières des croyances acceptables. Les réformistes reconnaissent « la faillibilité de chaque tradition humaine et la nécessité d’une reformulation continue des perceptions humaines de la vérité »., p. 241.
35. ↑  Toulouse 2006, « Roger E. Olson a développé la discussion de ces deux « coalitions lâches » dans « The Future of Evangelical Theology », Christianity Today (hereafter CT), February 9, 1998, p. 40-48, p. 241.
36. ↑  Grenz 2001, « [...] pour citer sa propre déclaration poignante que Roger E. Olson a qualifiée de « principe de Pannenberg » », p. 49.
37. ↑  Olson et Mead 2018b.

### Sources
- (en) Baylor, « Baylor University’s Truett Seminary Appoints Dr. Daniel Lee Hill as Assistant Professor of Christian Theology », sur Baylor University, 11 mars 2022 (consulté le 23 novembre 2024)
- (en) Stanley James Grenz, The social God and the relational self : a trinitarian theology of the imago dei 7, Berrien Springs, MI, Westminster John Knox Press, 2001
- (en) George R. Knight, Seventh-Day Adventists answer questions on doctrine, Berrien Springs, MI, Andrews University Press, 2003
- (en) James Kirkpatrick, Monergism or Synergism: Is Salvation Cooperative or the Work of God Alone?, Eugene, OR, Wipf and Stock Publishers, 2018
- (en) Warren McWilliams, « Review of The Mosaic of Christian Belief: Twenty Centuries of Unity and Diversity (2nd ed.), by Roger E. Olson », Journal for Baptist Theology and Ministry, vol. 15, no 1,‎ 2018, p. 137–140 (lire en ligne, consulté le 4 décembre 2019)
- (en) Roger E. Olson, « One more quick sidebar about clarifying Arminianism », sur Roger E. Olson: My evangelical, Arminian theological musings, Patheos, 2010a (consulté le 27 août 2019)
- (en) Roger E. Olson, « Open theism: a test case for evangelicals », sur Roger E. Olson: My evangelical, Arminian theological musings, Patheos, 2010b (consulté le 27 août 2019)
- (en) Roger E. Olson, « Diversity of Calvinism/Reformed theology », sur Roger E. Olson: My evangelical, Arminian theological musings, Patheos, 2010c (consulté le 13 août 2019)
- (en) Roger E. Olson, « Arminian theology is evangelical theology (long) », sur Roger E. Olson: My evangelical, Arminian theological musings, Patheos, 2010d (consulté le 13 août 2019)
- (en) Roger E. Olson, « Arminianism is God-centered theology », sur Roger E. Olson: My evangelical, Arminian theological musings, Patheos, 2010e (consulté le 13 août 2019)
- (en) Roger E. Olson, « Some Thoughts About Fathers on Fathers Day », sur Roger E. Olson: My Evangelical Arminian Theologian Musings, Patheos, 2011b (consulté le 5 décembre 2019)
- Roger E. Olson, « En quoi le calvinisme est-il problématique ? », sur Blog de réflexion chrétien, 2013a (consulté le 1er juin 2019)
- (en) Roger E. Olson, « Wolfhart Pannenberg R.I.P. », sur Roger E. Olson: My Evangelical Arminian Theologian Musings, Patheos, 2014b (consulté le 5 décembre 2019)
- (en) Roger E. Olson, « Theologians I Have Known: Reflections on Their Personalities Part 1 », sur Roger E. Olson: My Evangelical Arminian Theologian Musings, Patheos, 2014c (consulté le 5 décembre 2019)
- (en) Roger E. Olson, « Arminianism Is Grace-Centered Theology », sur Roger E. Olson: My evangelical, Arminian theological musings, Patheos, 2017a (consulté le 27 août 2019)
- (en) Roger E. Olson, « American Lutheran Theologians I Have Known », sur Roger E. Olson: My Evangelical Arminian Theologian Musings, Patheos, 2017b (consulté le 5 décembre 2019)
- (en) Roger E.  Olson, « Curriculum vitae », sur Baylor University, 2018a (consulté le 27 août 2019)
- (en) Roger E. Olson, « Calvinism and Arminianism Compared », sur Roger E. Olson: My evangelical, Arminian theological musings, Patheos, 2018c (consulté le 27 août 2019)
- (en) Roger E. Olson, « A Great Evangelical Theologian to Read: Donald G. Bloesch », sur Roger E. Olson: My Evangelical Arminian Theologian Musings, Patheos, 2019a (consulté le 4 décembre 2019)
- (en) Roger E. Olson, « The Key Difference Between Conservative and Postconservative Evangelicals », sur Roger E. Olson: My Evangelical Arminian Theologian Musings, Patheos, 2019b (consulté le 5 décembre 2019)
- (en) Keith D. Stanglin et Thomas H. McCall, After Arminius: A Historical Introduction to Arminian Theology, New York, Oxford University Press, 2021
- (en) Don Thorsen, « A Review Essay: Olson’s Arminian Theology », sur Catalyst, 2009 (consulté le 4 février 2020)
- (en) Mark G. Toulouse, God in public : four ways American Christianity and public life relate, Louisville, Westminster John Knox Press, 2006
- Richard Jean de Nérée, Actes du Synode national, tenu à Dordrecht, l'an 1618 et 1619, vol. 1, Leyden, Elsevir, 1624 (lire en ligne)